# Alex Russo
Alexandra "Alex" Margarita Russo là vai chính trong phim sitcom hài kịch tình huống của Disney Channel, Wizards of Waverly Place, do Selena Gomez đóng. Là con thứ hai và con gái duy nhất, Alex tài tình, hoạt bát, và đôi khi hơi ngang ngược với gia đình và bạn. Alex học không khá về phép thuât. Cô gặp vấn đề vì những mưu kế của cô (thường thường là do dùng phép thuật.) 
Alex thông minh nhưng không siêng năng, khiến cho anh cô ấy, Justin, rất bực mình. Alex trở thành phù thủy toàn diện trong Wizards of Waverly Place: The Movie nhưng sau dó dùng Viên đá Mơ để quay ngược thời gian và trở về thời còn là một học sinh. Trong tập cuối của phim, khi Justin thắng cuộc, anh ấy đã nói sự thật là đáng lý Alex phải thắng nhưng Alex đã trở lại giúp Justin khi Justin vì thế mà Alex không thắng trong cuộc thì. Sau đó Alex trở thành phù thủy của nhà Russo. Justin cũng được giữ lại năng lực phù thủy vì anh ấy trở thành Hiệu trưởng của WizTech.
Năm 2008, mặc dù vai trò của Alex là phù thủy trong những tư liệu chính thức, AOL gọi cô là phù thủy thứ 20 trong lich sử truyền hinh. Selena Gomez, thủ vai Alex, là một trong hai vai trò đã xuất hiện trong mọi khúc của seri; vai còn lại là David Henrie, người thủ vai Justin Russo. Alex cũng có xuất hiện trong The Suite Life on Deck.

## Tính cách
Alex là con thứ hai và là con gái duy nhất trong gia đình Russo. Cô hay cãi lại và chơi khăm anh trai của mình, Justin Russo. Nhưng cô làm như vậy vì cảm phục Justin và muốn được giống như anh trai mình. Justin là người tử tế và thông minh. lý do cô ấy đối xử không tốt với anh trai mình bởi vì cô ấy muốn được yêu mến và sợ bị ghét bỏ. Alex ương ngạnh với gia đình nhưng cuối cùng chuyện đâu cũng ra đấy.
Alex có thể hơi hiểm. Bạn thân từ nhỏ của Alex là Harper Finkle (Jennifer Stone); Harper luôn luôn giữ để Alex không bị rơi vào tình thế khó khăn và cũng là quân sư của Alex. Alex đã nói rằng Harper giống như chị gái của cô. 
Tuy là Alex làm khổ Justin, hai anh em rất gần gũi với nhau hơn mọi người khác trong toàn bộ bộ phim. Alex hay dùng phép thuật để giải quyết mọi vấn đề của cô ấy và luôn luôn tạo thêm vấn đề. Alex học thì tệ nhưng rất giỏi về nghệ thuật. Nghệ thuật là môn mà Alex thích nhất, thích đến nỗi trở thành phụ giáo nghệ thuật.
Alex và Justin là hai thái cực; Justin thì có trách nhiệm, sáng suốt và e ngại với phép thuật của Alex. Alex thì làm biếng, vô tư, thích mỉa mai, cứng đầu và có thành kiến với mọi người. Alex lo lắng khi thấy Justin làm được nhiều chuyện với sự chịu khó và tinh thần trách nhiệm. Trong phim, Alex nói Justin là người mà cô muốn trở thành, còn Justin thì nói là anh ghét vì thấy mọi chuyện đối với Alex đều dễ dàng trong khi anh ta phải chịu khó cố gắng mới trở thành hoàn hảo. 

### Đức tính tốt
Mặc dù có nhiều khuyết điểm nhưng Alex không phải là kẻ vô tâm. Nhiều trường hợp Alex rất rộng lượng, trung thành và có lòng trắc ẩn. Các hành động và trò đùa của cô ấy thường không có ác ý. Cô rất lo lắng cho Harper; cô còn tiết lộ cho Harper bí mật của cô trong "Harper Knows" vì mặc cảm tội lỗi. Alex cũng rất yêu thương Justin mặc dù hai anh em luôn luôn chống đối nhau. Alex cảm thấy mặc cảm về hành vi của mình và đã xin lỗi nhiều lần. Nhiều lần, Alex cố gắng hết sức làm mọi việc để sửa chữa lại những hậu quả tai hại của việc mà mình đã làm.

Mặc dù những trường hợp này rất hiếm, Alex thỉnh thoảng sử dụng phép thuật với mục đích tốt. Alex có ý thức mạnh mẽ về công lý và ghét những người "giả tạo". Trong Phần 3, Alex ít khi là nguyên nhân gây ra các vấn đề về phép thuật, thay vào đó thường là người giải quyết chúng, mặc dù cô ấy luôn là người đầu tiên bị đổ lỗi khi phép thuật khiến tình huống trở nên rắc rối. Alex bắt đầu hẹn hò với Mason (Gregg Sulkin), một người sói mà Alex yêu. Alex bỏ cuộc tranh tài phù thủy và trở thành người phàm sau khi quyết định là cô không thể thắng được. Nhưng điều này trái với luật phù thủy, vì cô ta là người phàm nhưng Mason thì không.

Do đó, Alex quyết định không từ bỏ cuộc thi để mình và Mason có thể ở biên nhau. Alex được vinh danh là Phù thủy của năm vì đã cứu thế giới phù thủy khỏi các thiên thần bóng tối, điều này cũng đưa cô trở lại cuộc thi phù thủy. Khi hiểu lầm giữa Alex và Mason, Mason đã phá hỏng bữa tiệc "Phù Thủy của Năm" của Alex, sau đó cô ấy quyết định rằng cô và Mason nên dừng lại. Tuy nhiên, Mason cứu Alex khi cô bị kẹt trong Tam Giác Bermuda; Alex nhận ra rằng họ không thể xa nhau và cặp đôi quay lại với nhau.
Cuối series, tại cuộc thi Phù Thuỷ Gia Đình, Alex dẫn đầu trong vòng cuối của cuộc thi. Justin ở vị trí thứ hai, và bị kẹt trong một đám rễ cây. Alex không muốn chiến thắng một cách không công bằng nên quay trở lại để cứu Justin. Justin chạy về đích đầu tiên nhưng anh nói với Giáo sư Crumbs rằng Alex đã quay trở lại để giúp anh và anh không xứng đáng thắng cuộc thi. Anh cảm thấy không vướng bận và giao chức 'Phù Thủy Gia Đình' cho Alex.

## Sắc diện
Màu tóc của Alex màu nâu đậm. Alex có khi tóc dài, có khi tóc ngắn, có khi tóc thẳng, có khi tóc quăn. Lúc đầu, tóc của Alex thẳng và dài và cô kẹp tóc. Đôi khi tóc Alex xõa dài để qua một bên. Có khi tóc Alex ngắn và quăn. Alex luôn luôn vẽ mắt và dùng một ít son môi. Alex hay mặc váy hoặc áo sơ mi dài. Về sau Alex mặc áo đầm hoặc quần jeans, áo thun.

## Tình thân

### Gia đình
Alex sống với Jerry Russo (cha), Theresa Russo (mẹ), Justin Russo (anh), và Max Russo (em trai). Theresa là một người tử tế và người mẹ biết chăm lo cho gia đình nhưng đôi khi Alex nghĩ bà khắt khe. Alex rất gần gũi với cha; cha cô dễ dãi với cô hơn là mẹ cô. Justin khác xa với Alex như một trời một vực nên hai anh em không hòa thuận với nhau. Em trai Max thì hơi ngông và sáng tạo, do đó Max và Alex không gắn bó với nhau cho lắm. Nhiều lần, Alex rất bức xúc với gia đình mình. Nhưng cuối cùng thì Alex cũng nhận ra mình rất thương yêu gia đình.

### Bạn bè
Harper Finkle là bạn tốt nhất của Alex và cũng gần như là người chị của Alex. Harper ăn mặc hơi quái dị và độc đáo. Khi gặp khó khăn Alex nhờ đến sự cố vấn của Harper. Harper luôn luôn lo lắng cho Alex. Alex cũng rất lo lắng cho Harper nhưng ít khi bày tỏ ra mặt. Mặc dù Alex và Harper đôi khi gây gổ nhưng cuối cùng luôn luôn làm hòa với nhau. Harper rất buồn khi Alex làm bạn với Stevie, một cô phù thủy trẻ. Về sau Alex biết được ý đồ đen tối của Stevie và Alex xin lỗi Harper. Trong một tập phim Harper có ý định làm thân với Gigi, một cô gái kênh kiệu có ý đồ làm bẽ mặt Harper ở bữa tiệc của cô ấy. Alex muốn cản ngăn Harper nhưng Harper không đồng ý với Alex vì nghĩ Alex ghen tị. Nhưng cuối cùng  Alex cũng phanh phui mưu đồ của Gigi ra cho Harper thấy, khiến Alex và Harper thân nhau thêm.

## Tình yêu
- Brad Sherwood (Shane Lyons, phần 1) - xuất hiện trong "Potion Commotion"; Alex tìm cách để Brad thích mình nên đã dùng một liều thuốc tình yêu nhưng sau đó cô vô tình uống cả hai nửa của liều thuốc và tự yêu mình.
- Riley (Brian Kubach, phần 1) - xuất hiện trong "I Almost Drowned in a Chocolate Fountain". Alex làm  Riley tin rằng cô mang đến may mắn cho đội baseball, và điều khiển trái banh khiến cho đội của Riley luôn luôn thăng. Hai người gảy đổ trong "Alex's Spring Fling".
- Manny Quin (Matt Smith, phần 1) - một hình nộm được Alex dùng ma thuật biến thành người thật. Alex đi chơi với Manny để làm cho Riley ghen tị.
- Dean Moriarty (Daniel Samonas, phần 2) - xuất hiện lần đầu trong "Smarty Pants" và lần cuối trong "Journey To The Center Of Mason". Alex và Dean đi chơi và hôn nhau lần đầu trong "Alex's Brother, Maximan" nhưng về sau Dean dọn về Ohio. Anh ta trở lại trong "Wizards vs. Vampires: Dream Date" (Alex dùng pháp thuật để chế ngự giấc mộng của Dean và đi chơi với Dean trong mơ. Khi hai người chia tay, Dean có vẻ thản nhiên; nhưng khi Alex vào giấc mộng của Dean lần nữa thì anh ấy thú nhận anh ấy che giấu sự thật là anh rất đau khổ. Dean trở lại trong "Journey To The Center Of Mason" và muốn được quay lại với Alex; nhưng Alex nói là cô đang yêu Mason và Dean bỏ ra đi.
- Ronald Longcape, Jr. (Chad Duell, phần 2) - xuất hiện trong "Saving WizTech". Alex thích Ronald, nhưng lúc đó Alex đang đi chơi với Dean. Ronald tự biến mình thành Dean (anh ta bỏ Dean thật vào một khối gelatin). Ronald định dùng Alex trong âm mưu xâm chiến WizTech, nhưng kế hoạch không thành vì tình yêu của Alex với Dean.
- George (Austin Butler, phần 3) - người trưởng bang nhạc trong "Positive Alex".
- Mason Greyback (Gregg Sulkin, phần 3 về sau) - tình cảm lâu dài; xuất hiện lần đầu trong "Alex Charms A Boy". Mason là một học sinh từ England. Sau đó, Mason cho biết anh là người sói. Sau khi Mason giúp Justin cứu Juliet, anh nói với mọi người rằng 300 năm trước, anh và Juliet có đi chơi với nhau. Alex và Mason tạm chia tay sau khi Mason pháp hỏng bữa tiệc "Phù Thủy của năm" của Alex. Nhưng hai người trở lại với nhau khi Mason cứu Alex. Khi show chấm dứt thì Alex và Mason vẫn còn đi chơi với nhau.
- Chase Riprock (Nick Roux, phần 4). - là một người luyện thú trong "Wizards Of the Year".